# ウィリアム・ハミルトン (第11代ハミルトン公爵)
第11代ハミルトン公爵ウィリアム・ハミルトン（英語: William Hamilton, 11th Duke of Hamilton、1811年2月19日 - 1863年7月8日）は、イギリスの貴族、政治家。
1819年までアンガス伯爵（Earl of Angus）、1819年から1852年までダグラス＝クライズデール侯爵（Marquess of Douglas and Clydesdale）の儀礼称号を使用した。

## 経歴
1811年2月19日、第10代ハミルトン公爵アレグザンダー・ハミルトンとその妻スーザン（ウィリアム・トマス・ベックフォードの娘）の長男としてロンドン・グローヴナー・プレイスに生まれた。
イートン校を経てオックスフォード大学クライスト・チャーチへ進学。1832年11月にバチェラー・オブ・アーツの学位を取得。
1833年から1835年にかけてフリーメイソンのスコットランド・グランドロッジ・グランドマスターを務めた。
1843年にはバーデン大公カールとナポレオン・ボナパルトの養女ステファニー・ド・ボアルネの間の娘であるマリーと結婚した。ボナパルト家と縁戚関係になったことでフランス皇帝ナポレオン3世に厚遇され、主にパリで生活するようになった。
1846年から死去までナイト・マリスカルを務めた。1852年8月18日に父が死去し、第11代ハミルトン公爵位を継承し、貴族院議員に列した。1852年から死去までラナークシャー知事を務めた。
1863年7月8日、フランス・パリ・黄金の家での転倒事故で死去した。

## 栄典

### 爵位
1852年8月18日に父アレグザンダーの死により以下の爵位を継承した。
- 第11代ハミルトン公爵（11th Duke of Hamilton）
(1643年4月12日の勅許状によるスコットランド貴族爵位)
- 第8代ブランドン公爵（8th Duke of Brandon）
(1711年9月10日の勅許状によるグレートブリテン貴族爵位)
- 第8代ダグラス侯爵（8th Marquess of Douglas）
(1633年6月14日の勅許状によるスコットランド貴族爵位)
- 第11代クライズデール侯爵（11th Marquess of Clydesdale）
(1643年4月12日の勅許状によるスコットランド貴族爵位)
- 第18代アンガス伯爵（英語版）（18th Earl of Angus）
(1389年4月9日の勅許状によるスコットランド貴族爵位)
- 第10代ラナーク伯爵（10th Earl of Lanark）
(1639年3月31日の勅許状によるスコットランド貴族爵位)
- 第11代アラン＝ケンブリッジ伯爵（11th Earl of Arran and Cambridge）
(1643年4月12日の勅許状によるスコットランド貴族爵位)
- 第8代アバーネシー＝ジェドバラ・フォレスト卿（8th Lord Abernethy and Jedburgh Forest）
(1633年6月14日の勅許状によるスコットランド貴族爵位)
- 第10代マッカンジリー＝ポルモント卿（10th Lord Machanshire and Polmont）
(1639年3月31日の勅許状によるスコットランド貴族爵位)
- 第11代エイヴェン＝インナーデール卿（11th Lord Aven and Innerdale）
(1643年4月12日の勅許状によるスコットランド貴族爵位)
- チェスターのパラティン州におけるダットンの第8代ダットン男爵（8th Baron Dutton, of Dutton in the County Palatine of Chester）
(1711年9月10日の勅許状によるグレートブリテン貴族爵位)

## 家族
1843年にバーデン大公カールとナポレオン・ボナパルトの養女ステファニー・ド・ボアルネの間の娘であるマリーと結婚し、彼女との間に以下の3子を儲けた
- 第1子(長男)ウィリアム・ダグラス＝ハミルトン (1845-1895) - 第12代ハミルトン公爵位を継承
- 第2子(次男)チャールズ・ジョージ・ダグラス＝ハミルトン (1847-1886) - 第7代セルカーク伯爵位を継承
- 第3子(長女)メアリー・ヴィクトリア・ダグラス＝ハミルトン (1850-1922) - モナコ大公アルベール1世と結婚